# نانچانگ سی‌جی-۶
سی‌جی-۶ (به انگلیسی: Nanchang_CJ-6) یک هواگرد از نوع پایه آموزشی ساخت شرکت China Nanchang Aircraft Manufacturing Corporation است. هواگرد سی‌جی-۶ نخستین پروازش را در ۲۷ اوت ۱۹۵۸ میلادی انجام داد. این هواگرد در سال ۱۹۶۰ میلادی رسماً معرفی گردید. در مجموع، تعداد ۲٬۰۰۰+ فروند از این هواگرد ساخته شده‌است.